# Lijst van voetbalinterlands Armenië - Estland
Deze lijst van voetbalinterlands is een overzicht van alle officiële voetbalwedstrijden tussen de nationale teams van Armenië en Estland. De voormalige Sovjet-republieken speelden tot op heden zeven keer tegen elkaar. De eerste ontmoeting, een vriendschappelijke wedstrijd, werd gespeeld in Abovjan op 21 november 1998. Het laatste duel, een groepswedstrijd tijdens de UEFA Nations League 2020/21, vond plaats op 14 oktober 2020 in Tallinn.

## Wedstrijden
| № | Plaats  | Datum            | Competitie                  | Wedstrijd         | Uitslag |
| - | ------- | ---------------- | --------------------------- | ----------------- | ------- |
| 1 | Abovjan | 21 november 1998 | Vriendschappelijk           | Armenië – Estland | 2 – 1   |
| 2 | Pärnu   | 10 augustus 1999 | Vriendschappelijk           | Estland – Armenië | 2 – 0   |
| 3 | Jerevan | 28 maart 2009    | WK 2010 kwalificatie        | Armenië − Estland | 2 − 2   |
| 4 | Tallinn | 1 april 2009     | WK 2010 kwalificatie        | Estland − Armenië | 1 − 0   |
| 5 | Jerevan | 24 maart 2018    | Vriendschappelijk           | Armenië − Estland | 0 − 0   |
| 6 | Jerevan | 8 september 2020 | UEFA Nations League 2020/21 | Armenië − Estland | 2 − 0   |
| 7 | Tallinn | 14 oktober 2020  | UEFA Nations League 2020/21 | Estland − Armenië | 1 − 1   |

## Samenvatting
| Competitie          | Totaal gespeeld | Winst Armenië | Gelijk | Winst Estland | Doelsaldo Armenië – Estland |
| ------------------- | --------------- | ------------- | ------ | ------------- | --------------------------- |
| WK-kwalificatie     | 2               | 0             | 1      | 1             | 2 − 3                       |
| UEFA Nations League | 2               | 1             | 1      | 0             | 3 − 1                       |
| Vriendschappelijk   | 3               | 1             | 1      | 1             | 2 − 3                       |
| Totaal              | 7               | 2             | 3      | 2             | 7 − 7                       |

Wedstrijden bepaald door strafschoppen worden, in lijn met de FIFA, als een gelijkspel gerekend.